# Nicol Williamson
Thomas Nicol Williamson (ur. 14 września 1936 w Hamilton, zm. 16 grudnia 2011 w Amsterdamie) – brytyjski aktor i piosenkarz. Nazwany przez dramatopisarza Johna Osborne’a „najwybitniejszym aktorem od czasu Marlona Brando”, z kolei przez Samuela Becketta opisany jako „dotknięty geniuszem”. 
Urodził się w Hamilton jako syn Mary (z domu Storrie) i Hugh Williamsonów. Ukończył Birmingham School of Speech & Drama.
W 1965 zadebiutował na scenie Broadwayu w roli Billa Maitlanda w sztuce Johna Osborne’a Niedopuszczalny dowód (Inadmissible Evidence), za którą zdobył nominację do Tony Award. W jednym z odcinków serialu Columbo pt. Morderstwo przez telefon (How To Dial A Murder, 1978) zagrał czarny charakter psychologa, Erica Masona.
W przeciągu swojej blisko 40-letniej kariery zagrał takie postaci jak Hamlet, Makbet, Sherlock Holmes, Merlin czy Mały John. 

## Filmografia
- 1956: Żelazna krynolina (The Iron Peticoat) jako mężczyzna zapalający papierosa (niewymieniony w czołówce)
- 1963: Siedmioboczny trójkąt (The Six-Sided Triangle) jako kochanek
- 1968: Of Mice and Men jako Lennie
- 1968: The Bofors Gun jako O'Rourke
- 1968: Nie do obrony (Inadmissible Evidence) jako Bill Maitland
- 1969: Porachunki (The Reckoning) jako Michael Marler
- 1969: Śmiech w ciemności (Laughter in the Dark)
- 1969: Hamlet jako Hamlet
- 1972: The Jerusalem File jako Professor Lang
- 1972: Le Moine jako Książę Talamur
- 1972: Arturo Ui jako Arturo Ui
- 1975: Na tropie Wilby'ego (The Wilby Conspiracy) jako Major Horn
- 1976: Powrót Robin Hooda (Robin and Marian) jako Mały John
- 1976: Obsesja Sherlocka Holmesa (The Seven-Per-Cent Solution) jako Sherlock Holmes
- 1977: Dziewczyna na pożegnanie (The Goodbye Girl) jako Oliver Fry
- 1978: Tani detektyw (The Cheap Detective) jako pułkownik Schlissel
- 1978: The Word jako Maertin de Vroome
- 1979: Czynnik ludzki (The Human Factor) jako Maurice Castle
- 1981: Excalibur jako Merlin
- 1981: Jad (Venom) jako komandor William Bulloch
- 1982: Szybciej tańczyć nie umiem (I'm Dancing as Fast as I Can) jako Derek Bauer
- 1983: Makbet (Macbeth) jako Makbet
- 1984: Sarkharov jako Malyarov
- 1985: Krzysztof Kolumb (Christopher Columbus) jako król Ferdynand
- 1985: Powrót do Krainy Oz (Return to Oz) jako Dr. Worley/Król Gnomów
- 1986: Lord Mountbatten: Ostatni Wicekról Indii (Lord Mountbatten: The Last Viceroy) jako hrabia Luis Mountbatten
- 1987: Czarna wdowa (Black Widow) jako William McCrory
- 1987: Kwiat passiflory (Passion Flower) jako Albert Coskin
- 1990: Egzorcysta III (The Exorcist III) jako Ojciec Morning
- 1993: Godzina świni (The Hour of the Pig) jako Pan Jehan D'Auferre
- 1996: O czym szumią wierzby (The Wind in the Willows) jako Pan Borsuk
- 1997: Spawn jako Cogliostro